# おとぼけツアーズ奮戦記 ふじのくに静岡へようこそ!
『おとぼけツアーズ奮戦記 ふじのくに静岡へようこそ！』（おとぼけツアーズふんせんき ふじのくにしずおかへようこそ）は、アール・エフ・ラジオ日本ほかで放送されていたラジオ番組である。
静岡県企画部広報局が県の魅力アピールのために企画・制作した広報番組で、旅行会社に就職した（という設定の）大竹浩一が、自身の担当エリアである静岡の観光地を中心とする魅力アピールに日々奮戦するラジオドラマで構成されていた。聴いた感想を番組に送ってくれたリスナーには、抽選で静岡の特産品などが当たる「いきなりプレゼント」という企画も行われていた。
ラジオ日本では2005年4月から2011年3月まで放送。ラジオ日本での放送開始は、同局の聴取可能エリアである首都圏のマーケットを狙ったものであった。また、2009年に富士山静岡空港が開港するにあたり、国内定期便の運行を通じてさらなる繋がりができると予想される地方も後に番組ネットの対象とした。
番組が主なターゲットにしていたのは主婦層で、静岡県企画部広報局によるとリスナーの半数近くは30代から50代の女性が占めていたという。

## 番組タイトル
放送開始からしばらくの間は『おとぼけツアーズ奮戦記 しずおかへようこそ！』が正式名称であったが、後に「しずおか」を漢字表記に改めた『おとぼけツアーズ奮戦記 静岡へようこそ！』が正式名称となった。以来2年半にわたってこのタイトルが使われ続けたが、最後の1年間は「ふじのくに」を追加した『おとぼけツアーズ奮戦記 ふじのくに静岡へようこそ！』が正式名称となっていた。

## 放送局
静岡県の広報サイトに記載されていたデータに基づく。
| 放送対象地域 | 放送局                    | 系列         | 放送日時                                                  | 備考                 |
| ------------ | ------------------------- | ------------ | --------------------------------------------------------- | -------------------- |
| 神奈川県     | アール・エフ・ラジオ日本  | 独立放送局   | 金曜 11:05 - 11:15                                        | 2005年4月放送開始    |
| 北海道       | HBCラジオ（北海道放送）   | JRN・NRN系列 | 金曜 17:00 - 17:10                                        | 2006年7月7日放送開始 |
| 石川県       | MROラジオ（北陸放送）     | JRN・NRN系列 | 土曜 11:05 - 11:15 （『好キっと土曜日！』内）             |                      |
| 福岡県       | KBCラジオ（九州朝日放送） | NRN系列      | 土曜 11:30 - 11:40 （『土曜の朝は玲子におまかせ』内）     | 2006年7月放送開始    |
| 熊本県       | RKKラジオ（熊本放送）     | JRN・NRN系列 | 土曜 09:50 - 10:00 （『桂木まやのシャバダバサタデー』内） |                      |
| 鹿児島県     | MBCラジオ（南日本放送）   | JRN・NRN系列 | 土曜 10:20 - 10:30                                        |                      |
| 沖縄県       | RBCiラジオ（琉球放送）    | JRN系列      | 土曜 16:50 - 17:00                                        |                      |